# شیرکلا (سوادکوه)
شیرکلا (سوادکوه)، روستایی از توابع بخش مرکزی شهرستان سوادکوه در استان مازندران ایران است.

## جمعیت
این روستا در دهستان ولوپی قرار دارد و براساس سرشماری مرکز آمار ایران در سال ۱۳۸۵، جمعیت آن ۱۲۹ نفر (۳۴خانوار) بوده‌است.